# Alopecosa curtohirta
Alopecosa curtohirta är en spindelart som beskrevs av Tang, Urita och Song 1993. Alopecosa curtohirta ingår i släktet Alopecosa och familjen vargspindlar. Inga underarter finns listade i Catalogue of Life.